# Lista över fyrar i Sverige
Det finns över 2 500 fyrar i Sverige. För överskådlighetens skull har listan därför delats upp i geografiska områden.
- Lista över fyrar i Norrbotten
- Lista över fyrar i Västerbotten
- Lista över fyrar i Västernorrland
- Lista över fyrar i Gävlebukten (alla fyrar i Gävleborgs och Uppsala län som står i eller invid Östersjön)
- Lista över fyrar i Stockholms skärgård (alla fyrar i Stockholms län som står i eller invid Östersjön)
- Lista över fyrar i Trosa skärgård (alla fyrar i Södermanlands län som står i eller invid Östersjön)
- Lista över fyrar i Gryt och Sankt Anna skärgård (alla fyrar i Östergötland som står i eller invid Östersjön)
- Lista över fyrar i Tjusts skärgård (alla fyrar i Valdemarsviks och Västerviks kommuner)
- Lista över fyrar i Kalmarsund och på Öland
- Lista över fyrar på Gotland
- Lista över fyrar i Blekinge
- Lista över fyrar i Skåne
- Lista över fyrar i Halland
- Lista över fyrar i Göteborgs skärgård (alla fyrar i Öckerö och Göteborgs kommuner utom de som står vid Göta älv)
- Lista över fyrar i Bohuslän
- Lista över fyrar i Vänern
- Lista över fyrar i Vättern
- Lista över fyrar i Mälaren
- Lista över fyrar i Hjälmaren
- Lista över fyrar vid inre vattenvägar i Sverige